# Stenus circularis
Stenus circularis – gatunek chrząszcza z rodziny kusakowatych i podrodziny myśliczków (Steninae).
Gatunek ten został opisany w 1802 roku przez Johanna Gravenhorsta.
Chrząszcz o ciele długości od 2 do 2,5 mm. Przedplecze jest u niego krótsze niż szersze. Powierzchnia przedplecza i pokryw jest głęboko i chropowato punktowana. Początkowe tergity odwłoka mają pojedyncze krótkie, podłużne listewki pośrodku części nasadowych. Obrys odwłoka jest ku tyłowi klinowato zwężony. Odnóża mają barwę żółtoczerwoną z czarnymi wierzchołkami ud i nasadami goleni. Krótkie tylne stopy są niewiele dłuższe niż połowa goleni. U samców uda są silnie zgrubiałe.
Owad palearktyczny, rozprzestrzeniony od Francji, Wysp Brytyjskich i Skandynawii po środkowe Włochy, Bośnię, Gruzję, Turcję i Syberię. W Polsce notowany na nielicznych stanowiskach. Zasiedla wilgotne łąki, skraje lasów i pola, gdzie przebywa pod kamieniami i gnijącymi szczątkami roślinnymi.